# 学習行動
学習行動（がくしゅうこうどう）とは、それぞれの個体が経験によって後天的に身に付けるものである。 特に霊長類やカラスなどの動物で、とても発達している。
動物は内的または外的要因の変化などに対応するために生活をしており、外部環境に動物が身体の感覚を対応する条件が備わっている。学術的には様々な側面をみると生態学、進化論、生理学、心理学が相互に関連して捉えられている。